# Vochysia santaluciae
Vochysia santaluciae är en tvåhjärtbladig växtart som beskrevs av M.C.Vianna och Fontella. Vochysia santaluciae ingår i släktet Vochysia och familjen Vochysiaceae. Inga underarter finns listade i Catalogue of Life.